# Song Seung-jun
Song Seung-jun, född den 29 juni 1980 i Busan, är en sydkoreansk basebollspelare som var med i laget som tog guld för Sydkorea vid olympiska sommarspelen 2008 i Peking.
Song representerade även Sydkorea vid World Baseball Classic 2013.